# スポーツ吹矢
スポーツ吹矢（スポーツふきや）とは、腹式呼吸法を積極的に用いる健康法と日本古来の吹き矢（吹矢）を融合させ、定められたルールでのスポーツ性を持たせた競技のこと（造語）。日本においては一般社団法人日本スポーツ吹矢協会（2019．4.1日本スポーツウエルネス吹矢協会小田部文俊理事長に改名）が普及を行っている競技のことを主に指し、以下の記述もそれに従う。

## 誕生の経緯
1988年頃、長岡市の開業医・樋口裕乗が試行錯誤の末、吹矢を現代風にリニューアルしたものを考案。肺機能を活性化する健康法として1991年「吹矢健康法」を出版し紹介した。著者考案の競技用規則も併せて紹介されている。前後して、気功による呼吸法の有用性を理解しつつも継続性の低さに悩んでいた青柳清が樋口と出会い、スポーツ吹矢としての下地が出来上がる。
1995年、的や筒のサイズ、ルールなどを規定し、スポーツとして吹矢を位置付ける「医者がすすめるスポーツ吹矢健康法」（樋口裕乗　林 督元、共著／ぶんぶん書房）を出版。（その後、1999年に「内科医がすすめる 新スポーツ吹矢健康法」（林 督元著／ぶんぶん書房）として改訂出版）本書は前述の著書とほぼ同じ内容だが矢作りや用具の作り方の部分は削除されている。
1997年、薄い短冊型のフィルムを巻いて約20cm、約0.8gの長い軽い矢を容易に作る方法により吹矢の精度が飛躍的に向上し、ただの遊びから完成されたスポーツとして大きく前進する。
1998年、「スポーツ吹矢健康法」の出版にも関わった青柳によって「日本スポーツ吹矢協会」設立。特に中高年層に支持され、競技人口も増加していく。
2007年4月、日本スポーツ吹矢協会が文部科学省より社団法人として認可される。青柳が会長（2014年4月より理事長）を務める他、呼気が吸気を促す呼吸運動としての健康効果に注目した日野原重明が最高顧問に就任する。
2014年4月、内閣府より一般社団法人として認可される。
2015年8月、6月の青柳清逝去により、中村一磨呂が理事長に就任。
2017年11月、中村一磨呂名義で、「スポーツウェルネス吹矢」を商標出願する。2018年7月に出願人名義を変更。
2019年4月、中村一磨呂理事長主導により（社）日本スポーツ吹矢協会から、（社）日本スポーツウエルネス吹矢協会に改名した。
2019年12月、青柳芳英により「スポーツ吹矢」の継承と普及を目的に（社）銀座スポーツ吹矢俱楽部（スポーツ吹矢振興協会と改名されている）を設立し、代表理事に自ら就任する。
2020年6月、（社）日本スポーツウエルネス吹矢協会は、中村一磨呂理事長退任にともない、小田部文俊を後任に選出。

## 特徴
- 腹式呼吸を積極的に使うことによる体調の改善、緊張の緩和。
- 普段の生活では使わない肺のデッドスペースまで使うことによる肺機能活性化。
- 標的を狙うスポーツに共通する精神集中力向上とストレス解消。
- 年齢差、性差、体力差による格差は少なくほぼ対等な競技が可能。
- 矢の初速は、個人差があるが時速100km/hから150km/h程度。
- 武道に類する形で、段位・級位の認定制度もある。
- 必要最低限の自発呼吸が出来れば可能であり、障害者スポーツとしての普及も広がりつつある。
- 車椅子の障害者などと健常者が共通ルールで競技を行うことができる利点もある。
- パイプ、パイプクリーナー、矢、矢抜き、矢筒、グリップ、照準などすべて自作可能。
- ただし吹矢団体主催の競技会では自作品、他社製品をもちいることはできない。

## 主な用具
- 筒の規格は全長120cmもしくは100cm（ジュニア用）・内径13mmで、材質はカーボン、グラスファイバー等が用いられる。
- 矢は薄いビニールフィルムを円錐状に巻いたもので、先端には錘の役目として頭の丸い釘もしくは専用の金属製ピンが差し込まれている。先端がとがっていないので柔らかいスポンジの的を使用する。
- 的は約33cm四方のウレタン製で、的紙を貼って使用する。

## 競技ルール
日本スポーツ吹矢協会の主な競技規則は以下の通り。ただし地方大会などにおいては、一部ローカルルールを用いる場合もある。
- 的は半径3cm、6cm、9cm、12cmの同心円で内側から7点、5点、3点、1点とする。
- 同心円の線に触れた矢は高得点の方を採点する。
- 的の高さは同心円の中心点が床から160cm。車椅子・ジュニアでは130cmでも可。
- 公式大会における競技距離は、6m、8m、10mの3段階（所持する段位により異なる）。
- 筒を吹く前には筒を頭上に持ち上げた後、膝まで下ろす儀式のような所作を行わなければならない。
- 1ラウンドにつき5本の矢を吹き、4ラウンド（140点満点）あるいは6ラウンド（210点満点）を1ゲームとする。
- 1ラウンドの制限時間は3分以内とし、それを超えて吹いた矢は無効とする。
- 筒、矢、的は協会公認用具のみ使用可能。
- スポーツ吹矢の大会には原則として同協会員のみ参加できる。（例外はあり）

## スポーツ吹矢の名称
「スポーツ吹矢」の名称は、日本スポーツ吹矢協会会長である青柳清及び協会公認用具を製造・販売する株式会社ダイセイコーが持つ登録商標となっており、国内において許可なく他団体・個人が用いることは出来ない。

## 類似・酷似する競技の存在
スポーツ吹矢と同様に吹き矢をスポーツとして扱い、ルール面・用具面で類似あるいは酷似する競技を行う団体は複数存在し、「健康吹き矢」「吹矢レクリエーション」等の呼称で活動を行っている（外部リンクも参照）。また、競技の普及に伴い、これらを含めた総称として「スポーツ吹矢（吹き矢）」の表現が新聞紙上等で用いられることもある。